# 케레물레
케레물레(Cheremule, 사르데냐어: Cherèmule)는 사르데냐 이탈리아 지방의 사사리도에 있는 코무네 (지방 자치체)로, 칼리아리 북쪽으로 약 150 킬로미터 (93 mi), 사사리 (사르데냐) 남동쪽으로 약 30 킬로미터 (19 mi) 떨어져 있다.
케레물레는 다음 지방 자치체와 접해 있다: 보루타 (사르데냐), 코소이네, 자베, 티에시, 토랄바 (이탈리아).

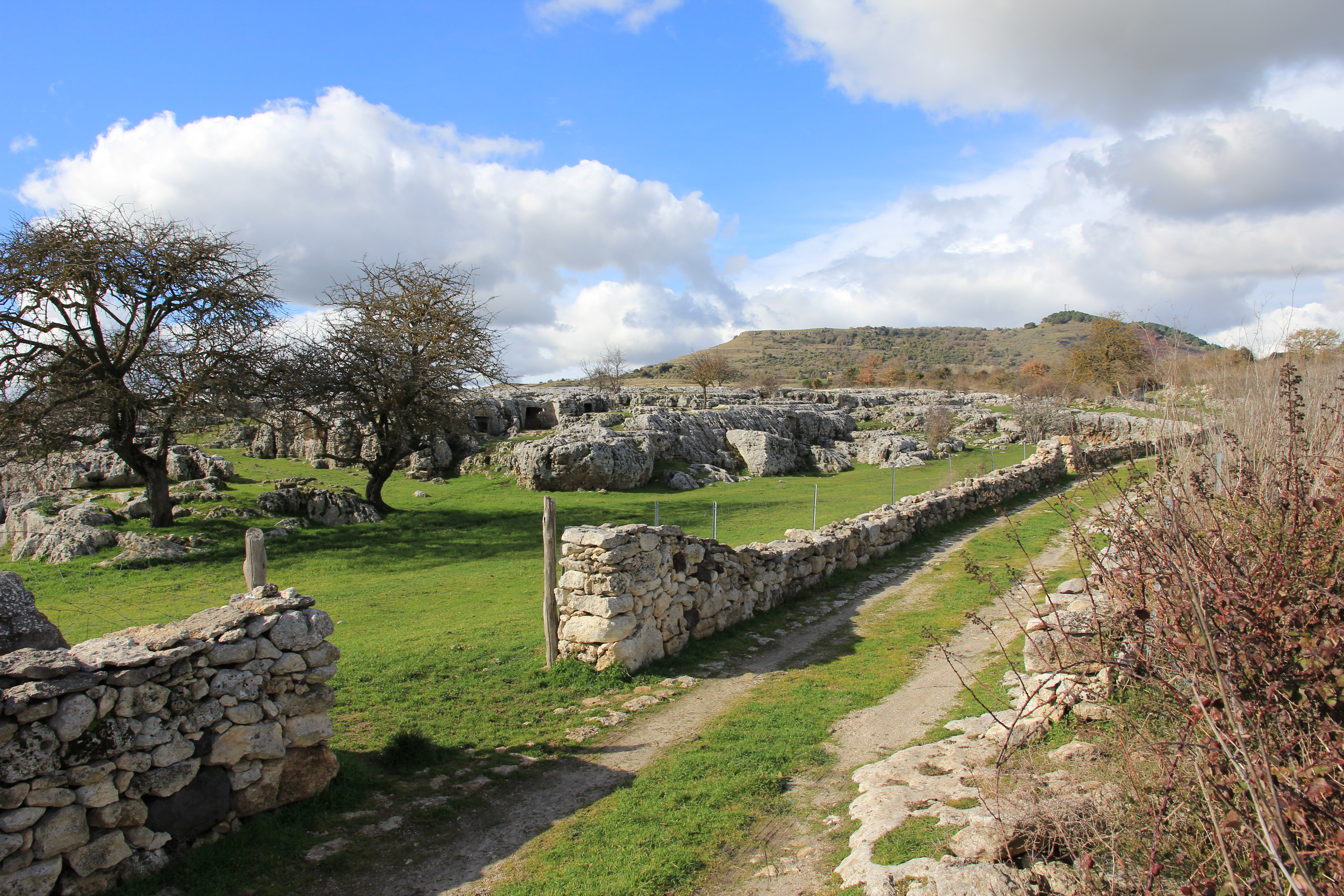
모세두 네크로폴리스.